# Oliarus kierpurensis
Oliarus kierpurensis är en insektsart som beskrevs av Frederick Arthur Godfrey Muir 1922. Oliarus kierpurensis ingår i släktet Oliarus och familjen kilstritar. Inga underarter finns listade i Catalogue of Life.